# Luftsportgemeinschaft Bayreuth
Die LSG Bayreuth e.V. ist der Bayreuther Sportverein für Segel-, Motor- und Modellflug.

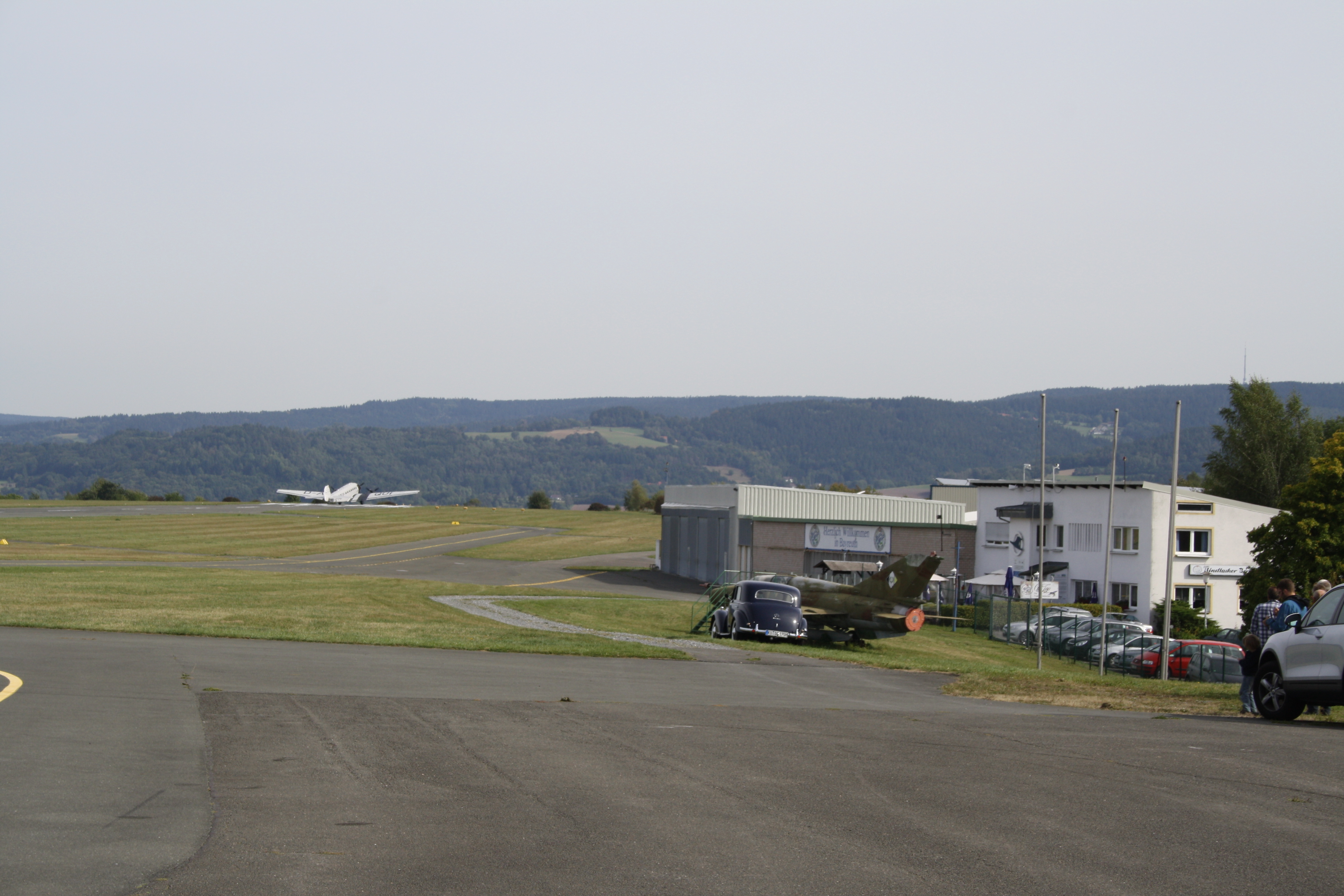
Die Gebäude der Luftsportgemeinschaft am Verkehrslandeplatz Bayreuth

## Geschichte und Fakten
Der Verein besteht aus ca. 300 Mitgliedern, die am Verkehrslandeplatz Bayreuth-Bindlacher Berg und am etwas weiter nördlich gelegenen Modellflugplatz Bindlacher Berg starten. Der Verein wurde am 2. September 1950 gegründet und gliedert sich in drei Sportgruppen für die drei Sportarten. Die LSG unterhält sowohl am Flugplatz als auch am Modellfluggelände je ein Clubheim.

## Segelflug
Die Segelfluggruppe betreibt derzeit fünf Segelflugzeuge der Typen Duo Discus xT, LS-4, LS-8 und ASK 21, außerdem einen G 109-Motorsegler und ein Schleppflugzeug Robin DR 400 "Remorqueur". Für Windenstarts steht außerdem ein Skylaunch-2-System zur Verfügung.
Die LSG führt mit elf ehrenamtlichen Fluglehrern auch die Ausbildung zum Segelflieger durch. Jedes Jahr werden etwa fünf Flugschüler ab 14 Jahren zur Alleinflugreife gebracht.
In der Bundesliga des Online-Contests (OLC) sind die Piloten der LSG Bayreuth von Anbeginn in der Spitzengruppe. 2001 wurden die Bayreuther Dritter bei der ersten Auflage dieses dezentralen Wettbewerbs und konnten 2002 den Titel erringen. 2003, 2005, 2008 und 2010 wurden sie Vize-Meister. Den Höhepunkt erreichten die Bundesliga-Piloten 2015, als sie Bundesliga und IGC-World League gewinnen konnten. 2018 konnte das Team diesen Doppel-Erfolg wiederholen. Mit dem Abstieg des Segelflugvereins Mannheim in 2010 ist die LSG Bayreuth nun der einzige Verein Deutschlands, der von Anfang an in der Spitzengruppe der 1. Segelflug-Bundesliga fliegt. Die LSG war 2015 erst der dritte deutsche Verein, der die Segelflug-World League gewinnen konnte.
Daneben veranstaltet die Segelfluggruppe regelmäßig große Wettbewerbe. 1999 fanden auf dem Bayreuther Flugplatz die Weltmeisterschaften der Offenen, der Renn- und der Standardklasse statt. Weltmeister der Offenen wurde damals der Deutsche Holger Karow. Auch als Mannschaft gewannen die Deutschen.
Seither finden in Bayreuth regelmäßig Qualifikationsmeisterschaften zu den DM statt. Der Wettbewerb im Jahr 2006 mit 97 Teilnehmern erhielt so viele Qualifikationsplätze wie keine andere der Konkurrenz-Meisterschaften in jenem Jahr. Außerdem war sie eine von nur zweien für die Offene Klasse. Zuvor war die LSG Bayreuth 1975, 1982 und 1990 Ausrichter von Deutschen Segelflug-Meisterschaften. 
Auch 2008, 2010, 2012, 2014, 2016 und 2018 fanden wieder Qualifikationsmeisterschaften mit knapp 100 teilnehmenden Piloten bei der LSG Bayreuth statt.
Die hervorragende geografische und meteorologisch Lage nutzen in jedem Sommer auch zahlreiche Gastgruppen, also andere Vereine, die ihr Fliegerlager am Bindlacher Berg verbringen.

## Motorflug
Die Motorfluggruppe betreibt drei Motorflugzeuge der Typen Cessna 172 RG sowie zwei Katana. Alle erfüllen Lärmschutzstandards wie den "Blauen Engel"; die Cessna ist mit Autopilot ausgerüstet.
Daneben betreibt auch die Motorfluggruppe Ausbildung, in Zusammenarbeit mit der Fliegerschule Dittmar.

## Modellflug
Die größte Sportgruppe der LSG ist die Modellfluggruppe. Sie fliegt am Modellfluggelände Bindlacher Berg.
Auch hier wird eine fundierte Ausbildung geboten, wenngleich für den Modellflug keine amtlichen Flugscheine vorgeschrieben sind.